# Gobionotothen
Gobionotothen  es un género de peces de la familia Nototheniidae, del orden Perciformes. Este género marino fue descrito por primera vez en 1976 por Arkady Vladimirovich Balushkin.

## Especies
Especies reconocidas del género:
- Gobionotothen acuta (Günther, 1880)
- Gobionotothen angustifrons (J. G. Fischer, 1885)
- Gobionotothen barsukovi Balushkin, 1991
- Gobionotothen gibberifrons (Lönnberg, 1905)
- Gobionotothen marionensis (Günther, 1880)